# Arry (Somme)
Arry település Franciaországban, Somme megyében. Lakosainak száma 218 fő (2022. január 1.). Arry Vercourt, Bernay-en-Ponthieu, Regnière-Écluse, Rue, Villers-sur-Authie és Vron községekkel határos.

## Népesség
A település népességének változása:
| Lakosok száma | 198  | 205  | 217  | 212  | 215  | 216  | 220  | 223  | 218  |
|               | 2013 | 2015 | 2016 | 2017 | 2018 | 2019 | 2020 | 2021 | 2022 |